# Propadaju ja
Propadaju ja (in russo Пропадаю я?) è il sesto album in studio della cantante russo-statunitense Ljubov' Uspenskaja, pubblicato il 10 ottobre 1997 dalla Sojuz.

## Tracce
1. Propadaju ja – 3:24 (testo: Regina Lisic – musica: Igor' Azarov)
2. Ot Moskvy do Šepetovki – 3:12 (testo: Regina Lisic – musica: Igor' Azarov)
3. Bednoe serdce – 4:08 (testo: Regina Lisic – musica: Igor' Azarov)
4. Ėto nepravda – 3:43 (testo: Regina Lisic – musica: Igor' Azarov)
5. Brodjaga – 3:56 (testo: Regina Lisic – musica: Igor' Azarov)
6. Medlennyj tanec – 4:15 (testo: Regina Lisic – musica: Igor' Azarov)
7. Očen' krasivaja ženščina – 3:31 (testo: Regina Lisic – musica: Igor' Azarov)
8. Vspomni menja – 3:52 (testo: Regina Lisic – musica: Igor' Azarov)
9. Ljubit i ždët – 3:05 (testo: Regina Lisic – musica: Igor' Azarov)
10. S neba zvëzdočka upala – 2:59 (testo: Regina Lisic – musica: Igor' Azarov)
11. Cholostoj mužčina – 3:49 (testo: Regina Lisic – musica: Igor' Azarov)
12. Romans – 3:50 (testo: Vladimir Nabokov – musica: Igor' Azarov)